# 小妖精乐队
小妖精乐團（Pixies）是一支美国另类摇滚乐队，于1986年在波士顿创建。乐队在1993年产生激烈矛盾后解散，但在2004年重组。目前的阵容包括创始三人布莱克·弗朗西斯（Black Francis，主唱兼节奏吉他手）、乔伊·圣地亚哥（主音吉他手）和大卫·洛夫林（鼓手）。另一位创始人金·迪尔（Kim Deal，贝斯手兼背景和声）于2013年退出后，金·沙塔克（Kim Shattuck）做了几个月的现场贝斯手，随后帕兹·兰彻汀（Paz Lenchantin）在2014年巡演中取代了她的位置。小妖精在美国本土的流行度一般，但在英国、欧洲大陆和以色列非常成功。他们被认为影响了1990年代另类摇滚的兴盛。
小妖精的音乐风格包含了各种元素，包括迷幻、噪音流行、硬摇滚、冲浪流行和冲浪摇滚。布莱克·弗朗西斯是乐队的主要创作人和歌手。他的歌词探讨一些不寻常的主题，如外星生命、超现实主义、乱伦和圣经中的暴力。尽管乐队取得了有限的商业成就，他们不调和的流行之声后来影响了涅槃、电台司令、鼓擊樂團、模糊和威瑟樂團。小妖精的影响力和流行度在他们解散后不降反增，导致2004年重组后的全球巡演售罄。2013年6月，乐队在十年间首次发行新内容。

## 成員

### 現任成員
- Black Francis （主唱、節奏吉他；1986–1993，2004–現在）
- 大衛·洛夫林 （鼓、打擊樂器；1986–1993，2004–現在）
- 喬伊·聖地亞哥 （主音吉他、鍵盤；1986–1993，2004–現在）
- Paz Lenchantin （貝斯、小提琴、背景和聲；2014–現在）

### 前成員
- Kim Deal （貝斯、背景和聲；1986–1993，2004–2013）
- Kim Shattuck （貝斯、背景和聲；2013）

## 錄音室專輯
- 《Surfer Rosa》（1988年5月21日）
- 《Doolittle》（1989年4月18日）
- 《Bossanova（英语：Bossanova (Pixies album)）》（1990年8月13日）
- 《Trompe le Monde（英语：Trompe le Monde）》（1991年9月23日）
- 《Indie Cindy（英语：Indie Cindy）》（2014年4月19日）
- 《Head Carrier（英语：Head Carrier）》（2016年9月30日）